# ANZUS
ANZUS (Australia, New Zealand, United States Security Treaty) è un patto tripartito di sicurezza fra Australia, Nuova Zelanda e Stati Uniti d'America, sottoscritto il 1º settembre 1951 sotto la presidenza di Harry S. Truman e in vigore dal 1952. Lo scopo del patto, coordinato con altre iniziative nel corso della presidenza Truman e della successiva presidenza Eisenhower, era quello di accerchiare diplomaticamente l'Unione Sovietica nell'ottica delle tensioni della guerra fredda.
Unico organo politico è il Consiglio, composto dai ministri degli esteri dei paesi membri. Dalla fine degli anni ottanta l'attività dell'ANZUS è paralizzata a causa di contrasti tra Nuova Zelanda e USA.

## Struttura
Il trattato, concepito inizialmente come patto di difesa, fu firmato tra Australia, Nuova Zelanda e Stati Uniti, ma dopo una disputa fra questi ultimi due paesi, nel 1984, sul diritto di visita di navi americane equipaggiate con reattori o armi nucleari nei porti neozelandesi, l'alleanza non è più in vigore tra Stati Uniti e Nuova Zelanda, sebbene sia ancora in vigore separatamente con l'Australia.
L'alleanza USA-Australia è ancora in vigore sotto l'egida dell'ANZUS, ed è spesso capitato che i segretari alla difesa di entrambi i paesi partecipassero ai meeting ministeriali annuali. Questi meeting sono implementati da consultazioni militari, tra lo US Combatant Commander Pacific e l'Australian Chief of Defense, e da altre consultazioni a più basso livello, anche civili.
A differenza della NATO, l'ANZUS non ha una struttura militare integrata, ma nonostante ciò i due membri conducono attività congiunte. Queste attività spaziano da esercitazioni navali e terrestri ad assegnazione di ufficiali nelle forze armate dell'alleato e creare uno standard per quanto riguarda equipaggiamento e dottrina operativa. I due paesi condividono il controllo di diverse stazioni a terra (in Australia) per il controllo di satelliti spia e stazioni di spionaggio elettronico per il sud-est asiatico ECHELON.

## Storia

### Nascita dell'organizzazione
L'ANZUS è erede della cooperazione tra Stati Uniti d'America, Australia e Nuova Zelanda durante la seconda guerra mondiale; durante questo conflitto l'Australia fu attaccata direttamente da una potenza straniera, il Giappone, per la prima volta nella sua storia.
Nel dopoguerra gli Stati Uniti erano interessati a normalizzare le loro relazioni con il Giappone, perché la vicina Corea era diventata terreno di scontro tra i due blocchi contrapposti sovietico e statunitense. Per questo motivo, per impedire la vittoria dei comunisti nordcoreani ed una diffusione del comunismo in Asia gli statunitensi preferivano allearsi e permettere il riarmo dei vecchi nemici nipponici.
Al contrario Australia e Nuova Zelanda non volevano stringere dei rapporti amichevoli e, soprattutto, permettere il riarmo del Giappone. Le resistenze dei due paesi furono messe da parte quando gli USA accettarono un accordo, da questi proposto, di mutua difesa.
Il trattato stipulato dai tre paesi fu firmato a San Francisco il 1º settembre 1951, ed entrò in vigore il 29 aprile 1952. L'accordo di carattere prettamente difensivo, prevede che i paesi membri, nel caso in cui uno di questi riscontri dei pericoli alla propria integrità territoriale, alla propria indipendenza politica e alla propria sicurezza nazionale, si riuniscano e decidano d'agire a tutela degli interessi di ognuno di essi. 
Inoltre, le tre potenze si impegnarono a mantenere un certo standard e d'implementare le proprie capacità difensive in previsione di un possibile attacco.

### Le guerre combattute

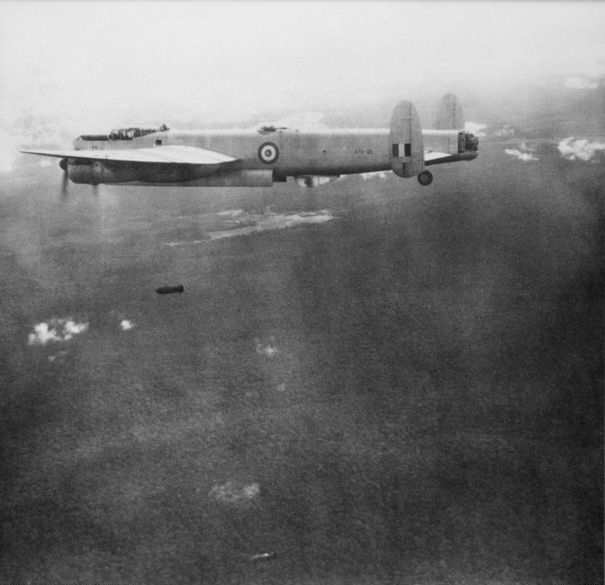
Un Avro Lincoln australiano mentre bombarda delle postazioni dei guerriglieri malesi (circa 1950).

Tra il 1948 e il 1960 in Malaysia si combatté una guerra civile fra truppe del governo malese, sostenuto dal Regno Unito, e i guerriglieri comunisti del Malayan National Liberation Army (MNLA), nota come Crisi malese. In questo conflitto si schierarono a fianco delle truppe britanniche e governative la Nuova Zelanda e l'Australia. Dopo una lunga e sanguinosa guerra i guerriglieri furono sconfitti e si poté proclamare la nascita dell'indipendente Federazione della Malesia.
Successivamente le tre potenze dell'ANZUS combatterono assieme in Vietnam, nella Guerra del Golfo, in Afghanistan nell'ambito della Guerra al terrorismo e in Iraq, dove la Nuova Zelanda è intervenuta nonostante le critiche del suo primo ministro Helen Clark ai motivi adotti dagli USA per giustificare l'invasione.